# Augustyn Pohoży Konstantynowicz
Augustyn Pohoży Konstantynowicz herbu Lis – pisarz ziemski mścisławski w latach 1685–1707, pisarz grodzki mścisławski w latach 1674–1685, mostowniczy miński w 1671 roku.
W 1674 roku był elektorem Jana III Sobieskiego z województwa mścisławskiego. Był elektorem Augusta II Mocnego w 1697 roku z województwa mścisławskiego.